# Ресько (гміна)

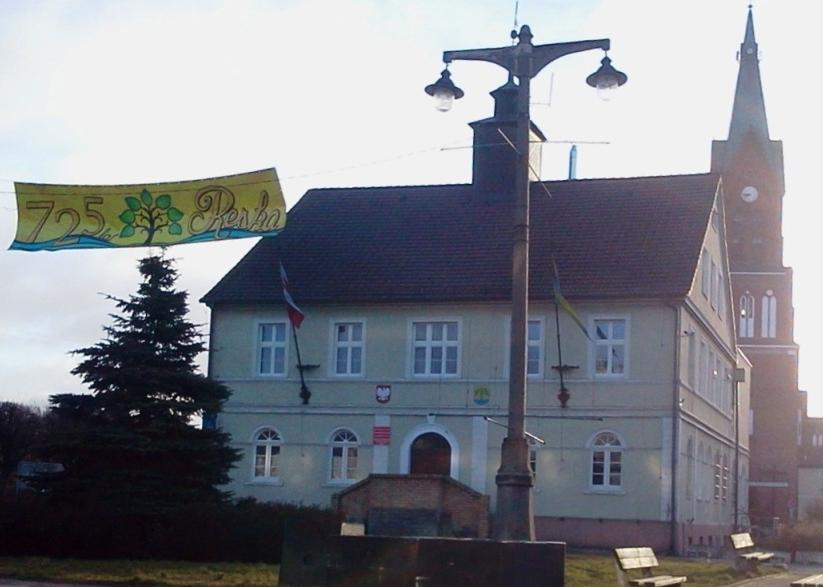
Mуніципалітет

Гміна Ресько (пол. Gmina Resko) — місько-сільська гміна у північно-західній Польщі. Належить до Лобезького повіту Західнопоморського воєводства.
Станом на 31 грудня 2011 у гміні проживало 8378 осіб.

## Територія
Згідно з даними за 2007 рік площа гміни становила 285.24 км², у тому числі:
- орні землі: 50.00%
- ліси: 42.00%

Таким чином, площа гміни становить 26.77% площі повіту.

## Населення
Станом на 31 грудня 2011:
| Опис     | Загалом | Загалом | Чоловіки | Чоловіки | Жінки | Жінки |
| -------- | ------- | ------- | -------- | -------- | ----- | ----- |
| одиниця  | осіб    | %       | осіб     | %        | осіб  | %     |
| все      | 8378    | 100     | 4159     | 49.64    | 4219  | 50.36 |
| міське   | 4465    | 100     | 2194     | 49.14    | 2271  | 50.86 |
| сільське | 3913    | 100     | 1965     | 50.22    | 1948  | 49.78 |

## Сусідні гміни
Гміна Ресько межує з такими гмінами: Лобез, Новоґард, Плоти, Радово-Мале, Римань, Свідвін, Славобоже.